# Ciobănesc sărăcăcian
Ciobănesc sărăcăcian (în bulgară Каракачанско куче) este o rasă de câine ciobănesc din Bulgaria. Aceasta este o rasă veche, câinii ciobănești sărăcăciani fiind folosiți de sărăcăciani ca paznici la oi.